# ویلیام مالون (کارگردان)
ویلیام مالون (انگلیسی: William Malone؛ زادهٔ ۱۹۵۳) کارگردان اهل ایالات متحده آمریکا است.

## گزیده فیلم‌شناسی
- ترسیده در حد مرگ (۱۹۸۱)
- خانه‌ای روی تپه جن زده (۱۹۹۹)
- نقطه ترس (۲۰۰۲)
- اساتید وحشت (۲۰۰۶)
- خواب‌پریشی (۲۰۰۸)